# Comuna Jukî, Kobeleakî
Jukî (în ucraineană Жуки) este o comună în raionul Kobeleakî, regiunea Poltava, Ucraina, formată din satele Frunze, Jukî (reședința) și Rubanî.

## Demografie
Componența lingvistică a comunei Jukî
     Ucraineană (95,13%)
     Rusă (2,19%)
     Alte limbi (0,12%)
Conform recensământului din 2001, majoritatea populației comunei Jukî era vorbitoare de ucraineană (95,13%), existând în minoritate și vorbitori de rusă (2,19%).